# Cecil Taylor
Cecil Percival Taylor (New York, 25 marzo 1929 – New York, 5 aprile 2018) è stato un pianista, jazzista e poeta statunitense.
Taylor è generalmente considerato come uno degli inventori del free jazz. La sua musica è caratterizzata da un approccio estremamente energico, fisico, che produce complessi suoni improvvisati, che coinvolgono frequentemente cluster e intricati poliritmi. La sua tecnica pianistica è stata paragonata alle percussioni, ad esempio descritta come "88 tamburi accordati" ("eighty-eight tuned drums", in riferimento al numero di tasti nel pianoforte).

## Biografia
Taylor nacque a New York, nel quartiere di Queens. Come figlio unico di una famiglia della classe media, la madre di Taylor incoraggiò il figlio a studiare musica sin da bambino. Egli iniziò a suonare il pianoforte all'età di 6 anni e studiò presso il New York College of Music e il New England Conservatory. Al New England Conservatory, Taylor si diplomò in composizione ed arrangiamento. Durante la sua permanenza al conservatorio, familiarizzò anche con la musica di vari compositori europei contemporanei. Bartok e Stockhausen esercitarono una notevole influenza sullo stile musica del giovane Cecil.
Nel 1955, Taylor si trasferì da Boston a New York. Egli formò un quartetto con il sassofonista soprano Steve Lacy, con il contrabbassista Buell Neidlinger, ed il batterista Dennis Charles.
Il suo primo disco, Jazz Advance, fu pubblicato nel 1956. Nel 1957 il quartetto di Taylor prese parte al Newport Jazz Festival. Nel 1958, Taylor collaborò con il sassofonista John Coltrane in occasione dell'album Stereo Drive (pubblicato anche con i titoli Hard Driving Jazz e Coltrane Time).

### Anni cinquanta e sessanta
Durante gli anni cinquanta e sessanta, la musica prodotta da Taylor si fece sempre più complessa distanziandosi dagli stili jazz esistenti. I suoi concerti erano spesso "difficili" e lasciavano sconcertati gli spettatori, e i proprietari dei vari club dove egli si esibiva, trovarono presto l'approccio stilistico di Taylor (lunghi pezzi cacofonici) non conveniente in termini monetari. Il suo album del 1959 intitolato Looking Ahead!, illustra il suo ruolo di innovatore nel mondo del jazz mainstream. A differenza di molti altri suoi colleghi dell'epoca, Taylor ricorreva a tecniche virtuosistiche e bruschi cambi stilistici per produrre musica atonale e di difficile fruizione da parte degli ascoltatori.
Altri suoi lavori fondamentali dell'epoca, come Unit Structures e Conquistador!, entrambi del 1966, rafforzarono la sua immagine di artista non convenzionale.

### Concerti da solista
Nella seconda metà degli anni sessanta, Taylor iniziò ad esibirsi in concerti da solista al piano. La prima registrazione conosciuta di una sua performance in solitudine (effettuata da una stazione radiofonica olandese) è Carmen With Rings (59 minuti di durata) all'Arena De Doelen di Rotterdam il 1º luglio 1967. Due giorni prima, Cecil Taylor aveva suonato la medesima composizione nella Concertgebouw di Amsterdam. Molti dei suoi concerti successivi furono pubblicati in album quali Indent (1973), prima facciata di Spring of Two Blue-J's (1973), Silent Tongues (1974), Garden (1982), For Olim (1987), Erzulie Maketh Scent (1989) e The Tree of Life (1998).

### Morte
Taylor si trasferì a Brooklyn nel 1983. Il 5 aprile 2018 è deceduto nel suo appartamento all'età di 89 anni.

## Discografia

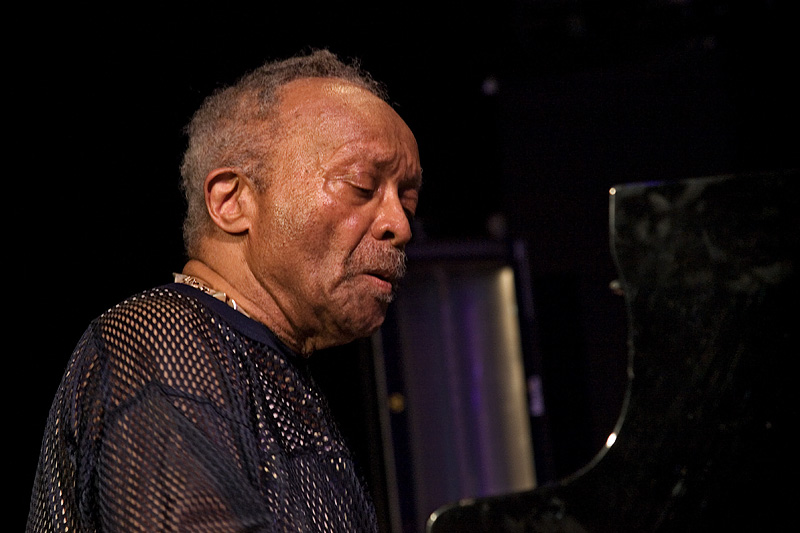
Taylor al Festival di Moers nel 2008

### Come leader
- Jazz Advance, 1956
- At Newport (una facciata di LP), 1958
- Looking Ahead!, 1958
- Stereo Drive (pubblicato anche con i titoli Hard Driving Jazz e Coltrane Time), 1956-1958
- Love for Sale, 1959
- The World of Cecil Taylor 1960
- Air 1960
- Cell Walk for Celeste, 1961
- Jumpin' Punkins, 1961
- New York City R&B (con Buell Neidlinger), 1961
- Into the Hot, 1961
- Nefertiti the Beautiful One Has Come, 1962
- Unit Structures, 1966
- Conquistador!, 1966
- Student Studies (pubblicato anche con il titolo The Great Paris Concert), 1966
- Praxis, 1968
- The Great Concert of Cecil Taylor (pubblicato anche con il titolo Nuits de la Fondation Maeght), 1969
- Indent, 1973
- Akisakila, 1973
- Solo, 1973
- Spring of Two Blue J's, 1973
- Silent Tongues, 1974
- Dark to Themselves, 1976
- Air Above Mountains, 1976
- Cecil Taylor Unit, 1978
- 3 Phasis, 1978
- Live in the Black Forest, 1978
- One Too Many Salty Swift and Not Goodbye, 1978
- It is in the Brewing Luminous, 1980
- Fly! Fly! Fly! Fly! Fly!, 1980
- The Eighth, 1981
- Garden, 1981
- Winged Serpent (Sliding Quadrants), 1984
- Iwontunwonsi, 1986
- Amewa, 1986
- For Olim, 1986
- Olu Iwa, 1986
- Live in Bologna, 1987
- Live in Vienna, 1987
- Tzotzil/Mummers/Tzotzil, 1987
- Chinampas, 1987
- Riobec - Cecil Taylor & Günter Sommer, 1988
- In East Berlin, 1988
- Regalia - Cecil Taylor & Paul Lovens, 1988
- The Hearth, 1988
- Alms/Tiergarten (Spree), 1988
- Remembrance, 1988
- Pleistozaen Mit Wasser, 1988
- Spots, Circles, and Fantasy, 1988
- Legba Crossing, 1988
- Erzulie Maketh Scent, 1988
- Leaf Palm Hand, 1988
- In Florescence, 1989
- Looking (Berlin Version) Solo, 1989
- Looking (Berlin Version) The Feel Trio, 1989
- Looking (Berlin Version) Corona, 1989
- Celebrated Blazons, 1990
- 2Ts for a Lovely T, 1990
- Double Holy House, 1990
- Nailed, 1990
- Melancholy - Cecil Taylor, Harri Sjöström, Evan Parker, Barry Guy, Wolfgang Fuchs
- The Tree of Life, 1991
- Always a Pleasure, 1993
- Almeda - Cecil Taylor, Harri Sjöström, 1996
- The Light of Corona - Cecil Taylor, Harri Sjöström 1996
- Qu'a: Live at the Iridium, vol. 1 & 2 Cadence Jazz Records, con Harri Sjöström 1998
- Algonquin, 1998
- Momentum Space con Dewey Redman & Elvin Jones (Verve, 1998)
- Incarnation, 1999
- The Willisau Concert, 2000
- Complicité, 2001
- Taylor/Dixon/Oxley, 2002
- Two T's for a Lovely T, 2003
- The Owner of the River Bank, 2004

### Come sideman
- Jazz Composer's Orchestra: The Jazz Composer's Orchestra, 1968 (Taylor compare in 2 tracce)
- Friedrich Gulda: Nachricht vom Lande, 1976 (Taylor compare in 3 tracce)
- Mary Lou Williams: Embraced, 1977
- Tony Williams: Joy of Flying, 1978
- Historic Concerts (con Max Roach), 1979
- Art Ensemble of Chicago: Thelonious Sphere Monk, 1990 (Taylor compare in 3 tracce)